# Tor Johnson

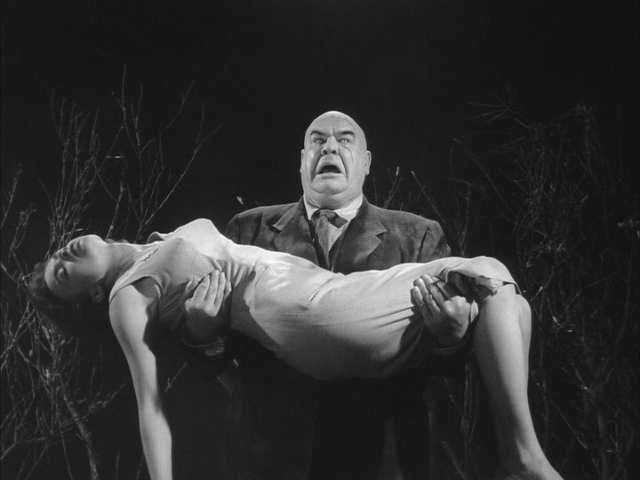
Tor Johnson en Plan 9 del Espacio Exterior.

Karl Erik Tore Johansson (Brännkyrka, Provincia de Estocolmo; 19 de octubre de 1903 – San Fernando, California; 12 de mayo de 1971), más conocido como Tor Johansson o Tor Johnson, fue un luchador de lucha libre sueco conocido como "The Super Swedish Angel" ("El super ángel sueco"), y un actor ocasional.
Tor Johnson es recordado sobre todo por sus papeles en varias películas de serie B, incluyendo el de Dan Clay, detective de la policía que se vuelve zombi en Plan 9 del espacio exterior. Tras su muerte se pudo apreciar la gran cantidad de seguidores que tenía gracias a las populares máscaras para la fiesta de Halloween que se hacían con su imagen, a sus apariciones en los cómics de Drew Friedman, a sus papeles en varias películas y series de televisión y por aparecer interpretado por George "The Animal" Steele en la película biográfica Ed Wood, de Tim Burton.

## Biografía
Tor Johansson nació en Suecia, hijo de Karl J. Johansson y Lovisa Petersson. En 1928 marchó a Estados Unidos. De adulto se convirtió en un hombre especialmente robusto, llegando a pesar 136 kg. Tenía abundante cabello rubio en su cabeza pero se lo afeitó para mantener una apariencia malvada en sus actuaciones y en los combates de lucha libre. Comenzó a actuar en pequeños papeles poco después de trasladarse a California, normalmente como forzudo o levantador de peso. En 1947 actuó en la película Camino a Río con Bing Crosby y Bob Hope y dos años después compartió cartel con los humoristas Abbot y Costello en Abbot y Costello en la Legión Extranjera. Su carrera en el cine finalizó a principios de los años sesenta, tras haber actuado en varias películas con muy malas críticas, incluyendo The Beast from Yucca Flats en 1961. En todo caso continuó apareciendo en anuncios y series de televisión.
Johnson se hizo amigo de Béla Lugosi durante el tiempo en que ambos trabajaron juntos con el director Ed Wood y circula el rumor de que Tor salvó la vida de Lugosi una noche en que el viejo actor estaba a punto de suicidarse.
A pesar de su aspecto temible, Johnson era un hombre entrañable y muy cordial, que dejó un buen recuerdo en sus compañeros del cine. Por ejemplo, la actriz Valda Hansen, quien trabajó con Johnson en La noche de los demonios (dirigida en 1959 por Wood), lo describió como "un enorme pan de azúcar" (Like a big sugar bun). 
Johnson murió el 12 de mayo de 1971 en el San Fernando Valley Hospital, en San Fernando, California. Su cuerpo fue enterrado en el Eternal Valley Memorial Park en Newhall, California.
En la película Ed Wood, de Tim Burton, su personaje fue interpretado por el también luchador de lucha libre George "El Animal" Steele.